# Ernest Billiet
Pour les articles homonymes, voir Billiet.

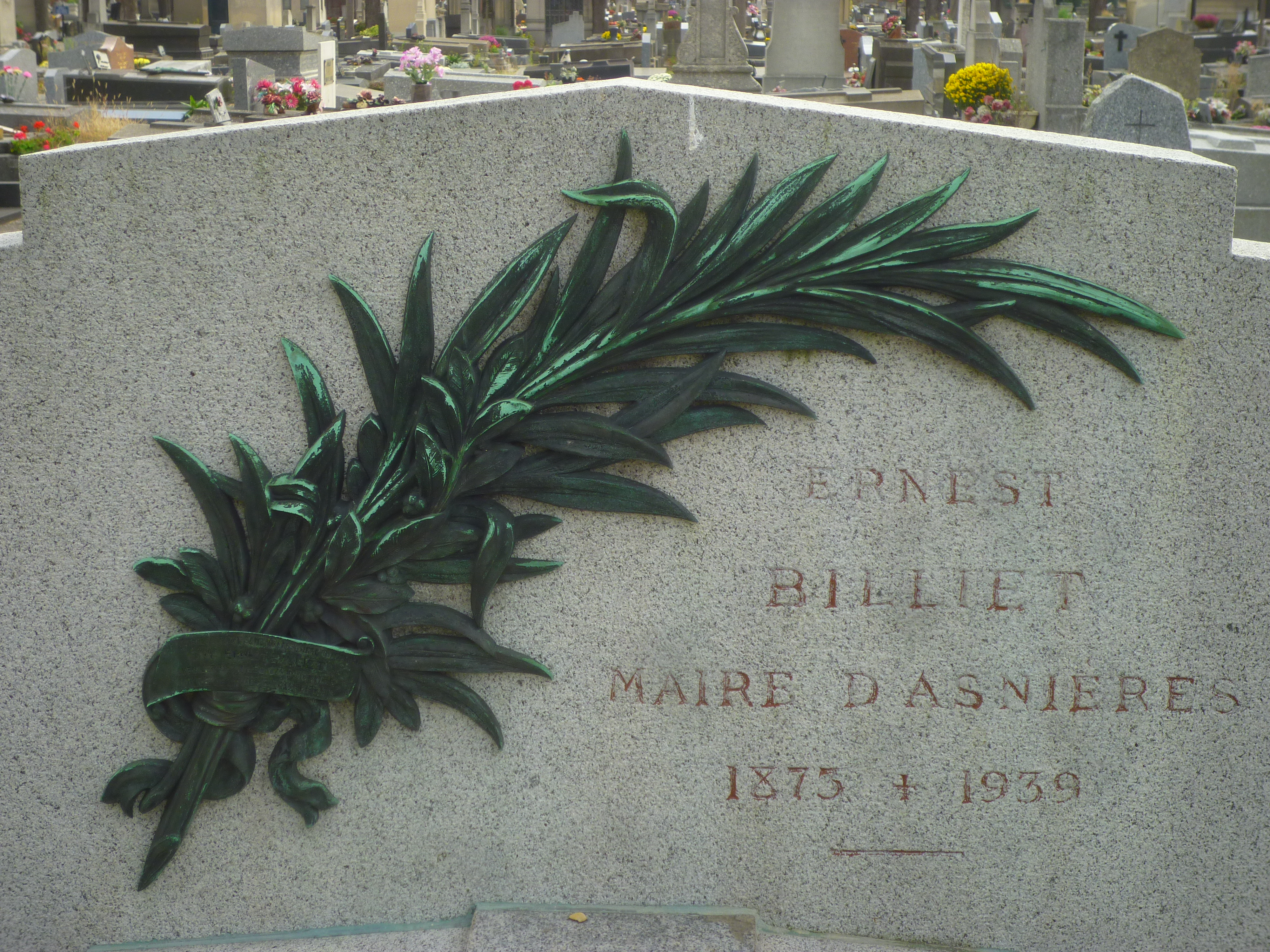
Tombe d'Ernest Billiet au cimetière ancien d'Asnières-sur-Seine (Hauts-de-Seine).

Ernest Billiet, né le 1er juillet 1873 au Caire (Égypte) et décédé le 21 mars 1939 à Asnières-sur-Seine (Hauts-de-Seine), est un dirigeant de l'organisation patronale l'Union des intérêts économiques et un homme politique français.

## Biographie

### Origine familiale et fratrie
Ernest Billiet est le fils d'un sous-agent des Messageries maritimes et distributeur de la poste française, installé au Caire. Sa famille vient s'installer à Lyon d'où elle est originaire, à partir des années 1880. 
Ernest Billiet a 6 frères et sœurs : Jean, Alice, Marguerite, Joseph, Paul et Louis. Trois de ses frères sont comme lui chevaliers de la Légion d'honneur : Joseph, Paul, secrétaire général de l'Union des mutilés et anciens combattants de Lyon et Louis, parrain dans l'ordre d'Ernest. Louis (1888-1963), d'abord secrétaire de rédaction et rédacteur du quotidien lyonnais Le Salut public (1907-1914), est devenu son collaborateur à l'Union des intérêts économiques à partir de 1918, et lui a succédé en 1939.
Si son autre frère Joseph (1886-1957) a collaboré un temps au périodique de l'Union des intérêts économiques (Le Réveil économique), il est avant tout un critique d'art et poète (directeur de la revue L'Art libre à Lyon de 1909 à 1911 et collaborateur d'autres revues), un galeriste (de 1921 à 1927) puis un conservateur des musées nationaux à partir de 1928 : conservateur des musées de Cannes, chef du service administratif des musées nationaux en 1931, conservateur-adjoint en 1934, chargé de l'inspection générale des musées, éphémère directeur général des beaux-arts à la Libération d'août à octobre 1944, puis conservateur du Château de Malmaison après la guerre, jusqu'à son décès. Ce résistant, fondateur en 1942 de la revue clandestine L'art français, entrera au Front national des arts,,,. Alors qu'Ernest Billiet est anticommuniste, il est communiste ou compagnon de route avant la Seconde Guerre mondiale, et le demeure ensuite.

### Militant catholique dans sa jeunesse
Cet autodidacte, du fait d'une maladie qui l'atteint aux yeux, milite à Lyon dans les années 1890 et au début des années 1900 pour les journaux et les organisations de la démocratie chrétienne, liés à l'Union nationale de l'abbé Théodore Garnier : Union nationale de Lyon, cercle d'études sociales, hebdomadaire La France libre. Ce « républicain démocrate » devient un conférencier écouté dans les milieux catholiques, dans la région lyonnaise mais aussi dans d'autres régions, jusqu'à Paris. Il combat alors la franc-maçonnerie, ainsi que les juifs, dans le contexte de l'affaire Dreyfus ; il est alors proche des nationalistes.
Il s'installe ensuite dans la région parisienne, où il est chef du service de la mutualité à la Société des agriculteurs de France. Il collabore à des journaux catholiques parisiens comme le quotidien L'Univers. Il fonde en 1905 à Asnières un secrétariat social, qui se met à la disposition des associations catholiques.

### Animateur de l'Union des intérêts économiques de 1910 à sa mort en 1939
Il fait campagne à partir de 1906 contre les caisses d'assurances agricoles mutuelles contre l'incendie, et se met au service des compagnies d'assurances, comme conférencier du Comité de défense des compagnies d'assurances et secrétaire de l'Union syndicale des courtiers d'assurances. Cela lui permet d'être désigné délégué puis secrétaire général (début 1919) de l'Union des intérêts économiques, constituée en 1910, notamment par l'Union syndicale des compagnies d'assurances, pour empêcher leur nationalisation. L'Union devient l'un des principaux groupes de pression des entrepreneurs français, grands et petits. Il est aussi trésorier adjoint du comité parlementaire du commerce, aux côtés de Paul Forsans, trésorier et président de l'UIE.

Billiet devient le principal animateur de l'UIE, réputée dispenser l'argent du patronat aux hommes politiques lors des élections à partir de 1919. Billiet en devient le vice-président en 1920, lorsqu'il est élu sénateur, puis président en décembre 1924, alors qu'une commission d'enquête parlementaire est créée par le Cartel des gauches, à propos de l'implication de l'UIE dans la campagne législative de 1924. Il refusa de prêter serment devant cette commission - il fut condamné à 300 francs d'amende pour ce refus - et de divulguer les noms de ceux qui ont bénéficié de l'appui de son groupement,. Billiet a répondu aux polémiques sur l'action électorale de l'UIE lors du congrès de cette association en 1923 : 

« On nous a reproché d'avoir attaché à notre œuvre, par je ne sais quels liens inavouables, des parlementaires, dont nous aurions ainsi compromis l'indépendance. La vérité est moins sombre. En fait, nous avons, en 1919, soumis à de nombreux candidats un programme économique (...). Ce programme, les candidats de 1919 étaient libres de l'accepter ou de le repousser, comme le seront ceux de 1924. Il est arrivé que 379 élus du 16 novembre 1919 avaient accepté, en totalité ou en partie, notre programme. De là est née la calomnie (...). Ce que nous avons fait hier, nous le referons en nous adressant à tous les hommes d'ordre et de liberté pour continuer une œuvre de redressement économique. »

Il se défend aussi dans la presse. 
Billiet est donc un acteur majeur de la vie politique dans l'entre-deux-guerres, en tant que financier de partis et d'hommes politiques, conseiller en stratégies politiques et lobbyiste. En tant aussi que directeur politique à partir de 1929 d'un quotidien, L'Avenir, dans lequel il a pu signer des éditoriaux sous le pseudonyme de Senatus, commentés par les journaux de l'époque. Mais ce quotidien cesse de paraître en tant que tel au début de l'année 1933, après l'échec des modérés aux élections législatives de 1932 et après que des gros souscripteurs comme François de Wendel ont décidé de ne plus subventionner ce périodique.
Son action a la tête de l'UIE a fait de lui une des cibles favorites des partis de gauche. Pour les communistes, il est « le grand électeur et le grand corrupteur de la République bourgeoise ». Le Populaire a mené une campagne contre lui sur le même thème. Il publie ainsi des circulaires de l'UIE pour les critiquer ou s'en moquer,,,. 
Sa stratégie a aussi été critiquée par des journalistes ou hommes politiques de droite, tels Émile Buré, de L'Ordre, ou Henri de Kerillis qui lui reproche en 1931 d'empêcher l'union des nationaux contre les gauches. Les royalistes de l'Action française lui reprochent notamment son cynisme et rappellent son passé clérical,.
Il a été appuyé par des dirigeants d'organisations patronales, comme Henri de Peyerimhoff de Fontenelle, et par des industriels engagés en politique, tel François de Wendel, non sans tensions : Wendel a pu contester des prises de position de Billiet comme la « concentration républicaine » en 1931 (l'union des centres), préconisée par Billiet et refusée par Wendel. Ou bien le scrutin uninominal à un tour, voulu par la Fédération républicaine et critiqué par Billiet en 1932, au nom des cafetiers et restaurateurs membres de l'UIE, qui lui préfèrent le scrutin à deux tours, pour des raisons commerciales.

### Homme politique
Il s'est porté candidat aux législatives de 1902, à Valence dans la Drôme, et de 1906, à Toul en Meurthe-et-Moselle, sans succès, contre des députés sortants radicaux. Il était alors un militant catholique, délégué de l'Action libérale populaire,, combattant la politique anticléricale des gouvernements républicains.
Il est à partir de 1912 conseiller municipal d'Asnières, où il préside le comité de concentration républicaine, qui contribua à la formation et à l'élection de la liste des députés de la banlieue parisienne en 1919. Il est élu maire d'Asnières de 1929 à son décès en 1939. Après la Première Guerre mondiale, cet ancien militant catholique devenu paradoxalement membre du parti radical à Asnières (de sa tendance modérée cependant) est partisan de l'union entre les radicaux et les partis du centre et de la droite,. Grâce à sa fonction de liaison entre les groupements politiques et les organisations patronales, il est sénateur de la Seine de 1920 à 1927, inscrit au groupe de l'Union républicaine. Il s'occupe de sujets économiques. Il échoue toutefois à se faire réélire en 1927, et ne parvient pas non plus à se faire élire député dans le département de la Seine en 1936: il est battu au second tour par un communiste, Émile Dutilleul, alors que le quotidien des socialistes met en avant son action à la tête de l'UIE, l'accusant d'être « l'agent des 200 familles » et un « corrupteur professionnel »,.